# Bomolocha korintjiensis
Bomolocha korintjiensis là một loài bướm đêm trong họ Noctuidae.